# WNT4
WNT4 è una proteina secreta che nell'uomo è codificata dal gene Wnt4, situato sul cromosoma 1. Promuove lo sviluppo sessuale femminile e reprime quello maschile. La perdita della sua funzione può avere gravi conseguenze e portare ad un'inversione sessuale (da femmina a maschio).

## Funzione
La famiglia dei geni WNT è costituita da geni strutturalmente correlati tra loro che codificano per proteine di segnale che vengono secrete. Queste proteine sono implicate sia nell'oncogenesi che in molti processi di sviluppo, tra cui la regolazione del destino delle cellule e dell'embriogenesi.

### Gravidanza
WNT4 è coinvolto in una serie di processi della gravidanza come un bersaglio a valle di BMP2 . Ad esempio regola la proliferazione, la sopravvivenza e la differenziazione delle cellule stromali endometriali. Questi processi sono tutti necessari per lo sviluppo embrionale. Ablazione in topi femmina provoca subfertilità, con difetti di impianto e decidualizzazione. Ad esempio, vi è una diminuzione nella capacità di risposta alla segnalazione progesteronica.  Inoltre,  la differenziazione uterina postnatale è caratterizzata da una riduzione del numero di ghiandole e della stratificazione del lume epiteliale.

### Sviluppo sessuale

#### Gonadi
Le gonadi nascono dal ispessimento dell'epitelio celomatico, che in un primo momento appare come più strati di cellule. In seguito queste cellule portano alla determinazione del sesso, diventando o maschili o femminili in circostanze normali. Indipendentemente dal sesso però, WNT4 è necessario alla proliferazione cellulare. Alcuni esperimenti sulle gonadi del topo hanno rilevato WNT4 undici giorni dopo la fecondazione. La mancanza del gene nei topi XY porta un ritardo nella differenziazione delle cellule testicolari del Sertoli. Inoltre, vi è un ritardo nella formazione dei cordoni sessuali. Questi problemi sono generalmente compensati alla nascita.
WNT4 interagisce anche con RSPO1 nelle prime fasi dello sviluppo. Se entrambi i geni sono carenti nei topi XY, il risultato è una minore espressione di SRY e dei geni a valle. Inoltre, l'espressione di SOX9 è ridotta e ne derivano difetti di vascolarizzazione (provocano ipoplasia testicolare). Tuttavia l'inversione sessuale da maschio a femmina non si verifica perché le cellule testicolari del Leydig non vengono alterate, ovvero continuano ad essere cellule steroidogeniche.

#### Ovaie
È richiesto WNT4 per lo sviluppo sessuale femminile. Dopo la secrezione si lega ai recettori Frizzled, attivando una serie di pathways molecolari. Un esempio importante è la stabilizzazione della β catenina, che aumenta l'espressione di geni bersaglio: come TAFIIs 105, una subunità del TATA binding protein per l'RNA polimerasi nelle cellule follicolari ovariche.  Senza di essa, i topi femmina hanno ovaie piccole con follicoli poco maturi. Inoltre, la produzione di SOX9 è bloccata. Negli esseri umani, WNT4 sopprime anche l'attività della 5-α reduttasi, che converte il testosterone in diidrotestosterone e quindi i genitali maschili esterni non si formano. Inoltre, essa contribuisce alla formazione del dotto di Muller, precursore degli organi riproduttivi femminili.

#### Sviluppo sessuale maschile
Per lo sviluppo sessuale maschile è richiesta l'assenza di WNT4. Il segnale FGF sopprime WNT4, che agisce in una serie di processi successivi innescati da SOX9. Se questo segnale è carente nei topi XY, i geni femminili non sono soppressi. Senza FGF2, c'è una inversione sessuale parziale. Senza FGF9, vi è un'inversione sessuale completa. In entrambi i casi sopravvivono, anche se comporta una delezione WNT4. In questi doppi mutanti, le cellule somatiche sono normali.

### Reni
WNT4 è essenziale per la nefrogenesi. Regola l'induzione del tubulo renale e la trasformazione da tessuto mesenchimale a tessuto epiteliale nella regione corticale. Inoltre influenza il destino dello stroma midollare durante lo sviluppo. Senza WNT4 la α actina della muscolatura liscia è ridotta. Questo evento provoca un deficit dei periciti (cellule del tessuto connettivo) intorno ai vasi, che porta a un difetto nel loro normale sviluppo. WNT4 probabilmente agisce attivando BMP4, un fattore di differenziazione della muscolatura liscia.

### Muscoli
Wnt4 contribuisce alla formazione della giunzione neuromuscolare nei vertebrati. L'espressione genica è alta mentre vengono creati i primi contatti sinaptici, e successivamente viene sotto regolata. Inoltre, la perdita della funzione causa una diminuzione del 35% nel numero di recettori della acetilcolina. La over espressione comunque ne causa un aumento. Questi eventi alterano la composizione del tipo di fibra con la produzione di più fibre lente. Infine, MuSK è il recettore di wnt4 attivato per fosforilazione della tirosina. Contiene un dominio CRD simile ai recettori Frizzled.

## Significato clinico

### Carenza
Diverse mutazioni sono conosciute a causa della perdita di funzione di WNT4. Un esempio è un eterozigote con transizione da C a T in un codone dell'esone 2 del gene. Questo provoca una sostituzione dell'arginina in cisteina nella posizione 83, che è generalmente conservata. Si foRmano così ponti disolfuro che portano al misfolding della proteina, con conseguente perdita di funzione. Negli esseri umani XX, WNT4 non è più in grado di stabilizzare la β-catenina. Inoltre, gli enzimi stereoidogenici come CYP17A1 e HSD3B2 non vengono soppressi, e si ha un aumento della produzione di testosterone. Inoltre non si ha nemmeno la formazione dell'utero. Non si riscontrano però altre anomalie del dotto di Müller. Questo disturbo è quindi distinto dalla classica sindrome di Mayer-Rokitansky-Kuster-Hauser.

### Sindrome di Serkal
Un'interruzione della sintesi di WNT4 in un individuo XX porta alla sindrome di Serkal. La mutazione genetica porta ad un omozigote con transizione da C a T nella posizione 341 del cDNA. Questo porta ad una sostituzione dell'alanina 114 in una valina, posizione altamente conservata in tutti gli organismi, tra cui il Pesce zebra e Drosophila. Il risultato è la perdita di funzione, che influenza la stabilità dell'mRNA che porta così ad una inversione sessuale da una femmina ad un maschio.

### Sindrome di Mayer-Rokitansky-Kuster-Hauser
Un'associazione con mutazioni di WNT4 è stata più volte ipotizzata nella versione atipica della sindrome di Mayer-Rokitansky-Kuster-Hauser nell'individuo XX. In particolare sarebbe implicata una mutazione genetica che causa una sostituzione di una leucina in prolina sulla posizione aminoacidica 12, riducendo i livelli intranucleari di β-catenina. Inoltre, rimuove l'inibizione di enzimi steroidogenici come 3β-idrossisteroide deidrogenasi e 17α-idrossilasi. Le pazienti di solito hanno ipoplasia uterina, che è associata a sintomi biologici di eccesso di androgeni. Inoltre, si trovano spesso anomalie di Müller.
Le donne con agenesia parziale o totale dell'utero e della vagina, noto come sindrome Mayer-Rokitanksy-Kuster-Hauser (MRKH), sono divisi in due gruppi: tipico (tipo I) e atipici (tipo II), quest'ultima è associata alla presenza di altre anomalie congenite. MRKH si verifica in uno su 4.500 nascite femminili e spesso non è identificato fino a quando le donne colpite presentano nella tarda adolescenza amenorrea primaria e normale sviluppo sessuale secondario. Un terzo gruppo che si sovrappone clinicamente con MRKH II presenta con ipoplasia-aplasia mulleriana; anomalie renali e sindrome displasia somite cervico (MURCS).
Nelle donne con MRKH di tipo II (versione atipica) sono presenti altre anomalie:
- malformazioni scheletriche tra cui segmentazione spinale, emivertebre, scoliosi, costole anormali, anomalie pelviche e digitali sono riportati nel 10% -85% dei casi;
- anomalie renali come il rene a ferro di cavallo, rene ectopico, e agenesia renale possono essere presenti da uno a due terzi delle donne.